# Roslagsbanan
Roslagsbanan è una ferrovia suburbana a scartamento ridotto del trasporto pubblico di Stoccolma, in Svezia. Ufficialmente è classificata come metrotranvia.
A seconda della diramazione, mette in comunicazione la stazione di Stockholms östra (situata nei pressi della stazione della metropolitana di Tekniska högskolan con le aree di Kårsta o Österskär o Näsbypark, aree urbane situate tutte a nord della città.

## Storia
L'attuale Roslagsbanan era, un tempo, la parte meridionale di un più vasto sistema di trasporto che viaggiava tra Roslagen e l'Uppland orientale, collegando le città di Stoccolma e Uppsala con porti, città più piccole e aree rurali con un trasport sia di merci che di passeggeri.
Nel 1885 aprì il tratto tra le stazioni di Stockholms östra e Rimbo. Nel 1901 entrò in funzione il ramo dalla stazione di Stockholms östra fino ad Åkersberga, poi prolungato nel 1906 fino a Österskär. Nel 1928 venne inaugurato il terzo ramo da Stockholms östra fino a Lahäll, il quale fu esteso fino a Näsbypark nel 1937.

## Percorsi e stazioni
Si estende complessivamente per 65 km ed è composto da 39 stazioni dislocate su tre linee, le quali partono tutte dalla stazione di Stockholms östra.
In media, al 2019, circa 53.600 persone utilizzavano il Roslagsbanan durante un normale giorno feriale.
| Linea | Tratta                       | Lunghezza | Fermate |
| ----- | ---------------------------- | --------- | ------- |
| L27   | Stockholms östra – Kårsta    | 41.5 km   | 23      |
| L28   | Stockholms östra – Österskär | 29.5 km   | 20      |
| L29   | Stockholms östra – Näsbypark | 11.5 km   | 12      |